# LZ 47

Das Heeres-Luftschiff LZ 77 (Foto von 1915 oder 1916).

Der Zeppelin LZ 47 war das 47. Luftschiff des Grafen Zeppelin und das 22. Luftschiff des deutschen Heeres (taktische Nummer LZ 77). Er gehörte zur Baureihe „P“ der deutschen Zeppelin-Militärluftschiffe.

## Geschichte
Das Luftschiff unternahm seine erste Fahrt am 24. August 1915. Es war in Hage, Namur und Spich stationiert. Im Westeinsatz führte es Bombardierungen gegen das Vereinigte Königreich und Frankreich durch. Am 11. und 13. September 1915 fuhr es von Namur aus nach Südengland. Dabei bombardierte es auf der ersten Fahrt London mit 1.064 Kilogramm Bomben, während es auf der zweiten Fahrt mangels Sicht nicht zum Angriff kam. Im Oktober 1915 griff es französische Städte an: am 3. Oktober Châlons mit 2.212 kg Bomben, am 7. Oktober Suippes St. Hilaire mit 2.192 kg Bomben und am 13. Oktober abermals Châlons mit 2.382 kg Bomben.
Im November 1915 wurden bei Köln Versuche mit Nachtfahrten unternommen, die die Sichtbarkeit von Luftschiffen vom Boden in mondhellen Nächten demonstrieren sollten. Davon hingen die Einsatzzeit und die Sicherheit der Luftschiffe ab. Während das Heer mit dem Ergebnis zufrieden war und von einer weitgehenden Unsichtbarkeit ausging, verwies die Marine auf den Industrienebel (Smog) des Ruhrgebiets, der dies begünstige. Ähnliche Versuche der Marine mit LZ 50 bei Hage ergaben im Gegenteil den Eindruck guter nächtlicher Sichtbarkeit, sowohl von der Erde als auch aus Flugzeugen.
Im Januar 1916 versuchte LZ 77 vergeblich die Anfahrt auf das französische Industriewerk von Le Creusot. Trotz besonderer optischer Ausrüstung wurde es aufgrund diesigen Wetters nicht gefunden. Stattdessen bombardierte das Luftschiffe den Eisenbahnknotenpunkt bei Épernay. In der Nacht vom 29. auf den 30. Januar 1916 wurde ein Angriff auf Paris wegen eines Motorschadens abgebrochen. Er wurde jedoch am Folgetag mit 2.600 kg Bomben erfolgreich durchgeführt.

## Verbleib

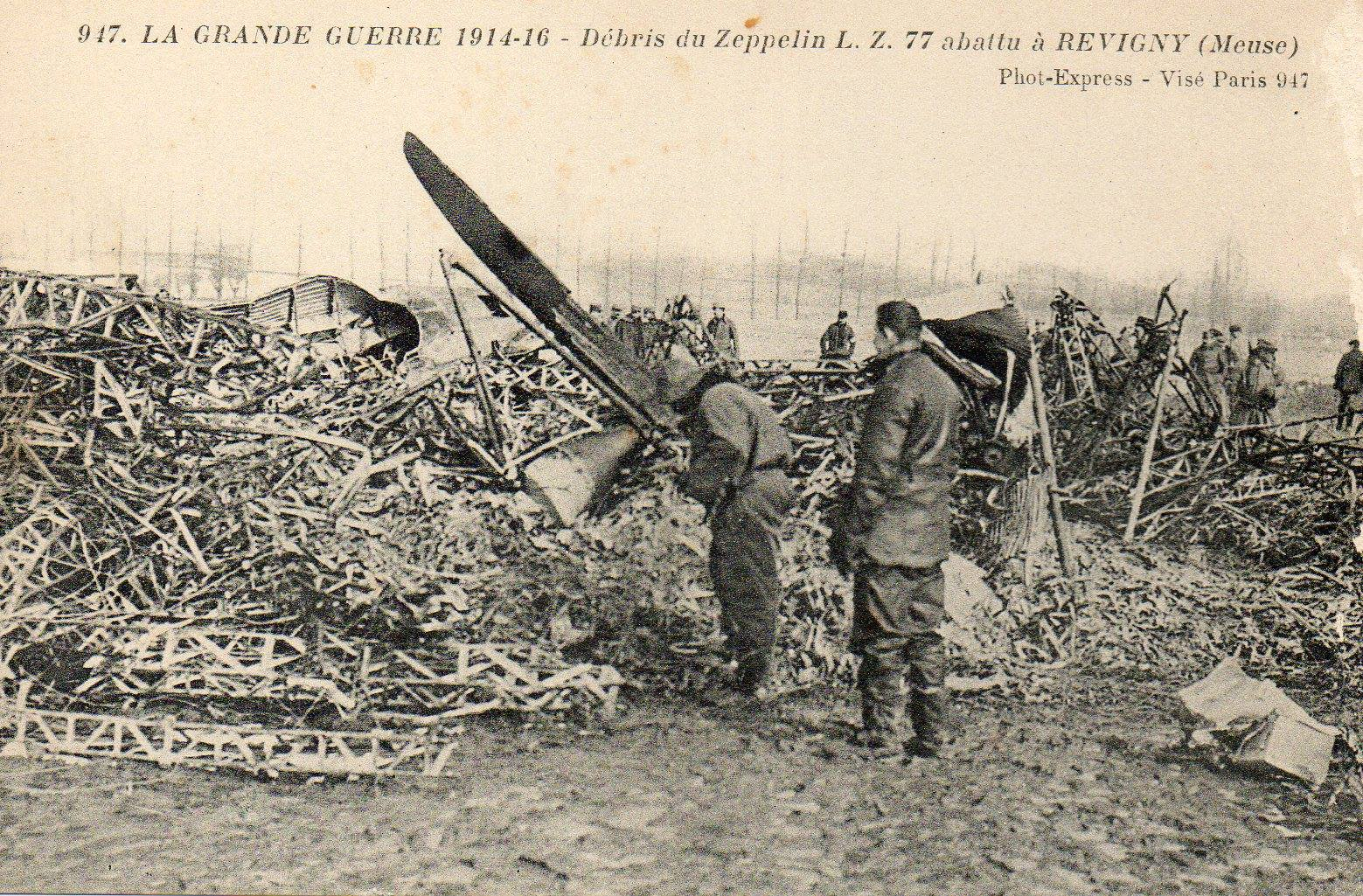
Reste von LZ 77 bei Brabant-le-Roi im Nordosten Frankreichs (Foto von 1916).

Am 21. Februar 1916 startete LZ 77, um parallel zum Auftakt der Schlacht um Verdun rückwärtige Eisenbahnknotenpunkte bei Revigny anzugreifen. Das Luftschiff war im Mondschein für die französische Luftverteidigung erkennbar. Es wurde mittschiffs durch Flak getroffen und stürzte brennend bei Brabant-le-Roi ab. Die gesamte Besatzung verlor bei dem Absturz das Leben.

## Technische Daten
- Traggasvolumen: 31.900 m³ Wasserstoff
- Länge: 163,50 m
- Durchmesser: 18,70 m
- Nutzlast: 16,2 t
- Antrieb: vier sechszylindrige Maybach-Motoren von je 210 PS (154 kW)
- Geschwindigkeit: 26,7 m/s
- Aktionsradius: 2.150 km
- Maximale Steighöhe: 3.900 m
- Bewaffnung: 2 × 8-mm-Maxim-Maschinengewehre
- Besatzung: 18–19 Mann